# Adungu

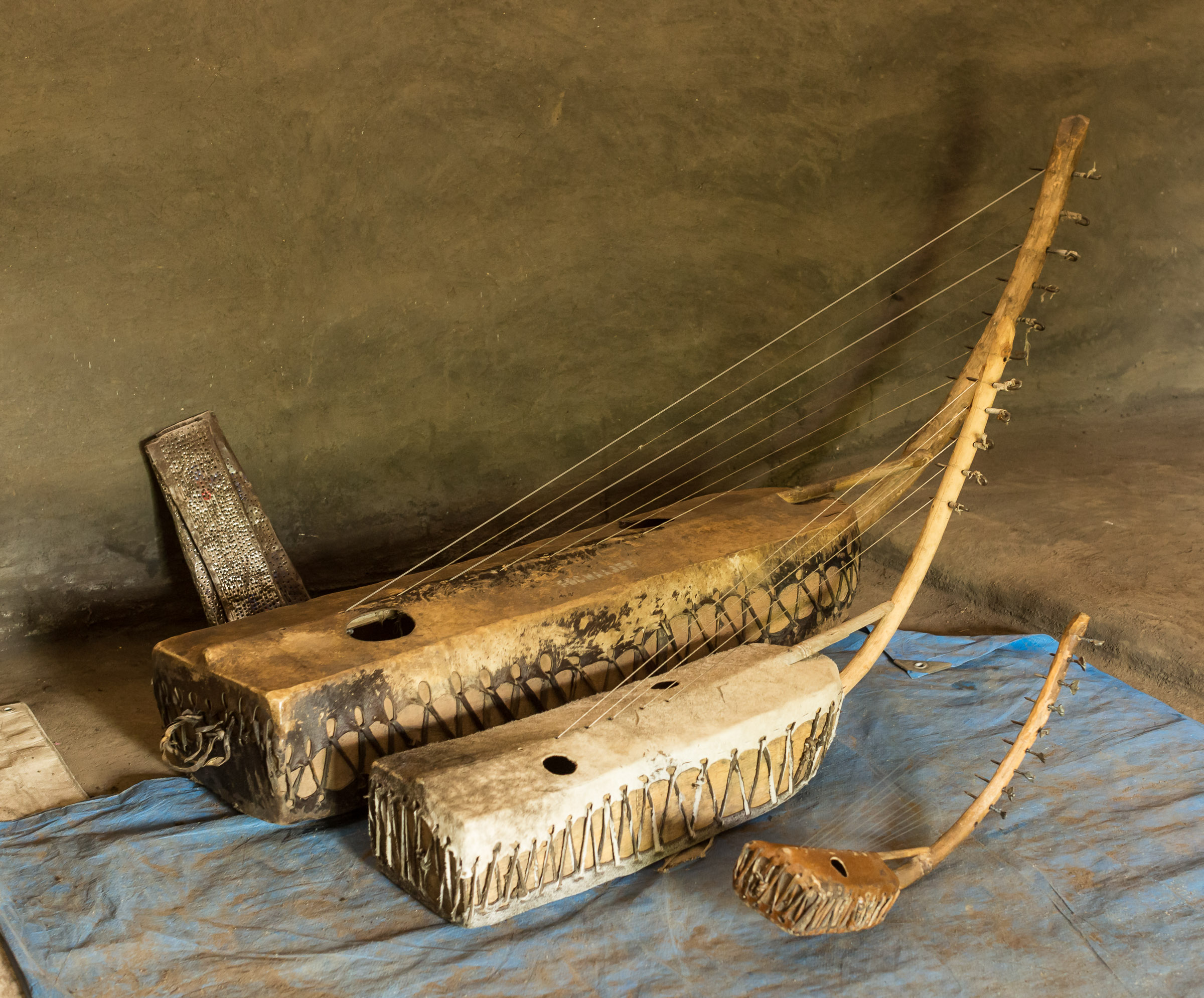
Tres mides diferents d'adungu, en una església baptista al poblat Adjumani, al nord-oest d'Uganda.

L'adungu, també anomenat el ekidongo o ennenga, és un cordòfon del poble alur del nord-oest d'Uganda. És una arpa de dimensions variables, podent tenir de set a deu cordes o més.
L'adungu pot ser tocat sol (sovint amb acompanyament vocal) o en un conjunt, tant per a diversió personal, com per a concerts, música terapèutica o a rituals religiosos.
La forma física de l'adungu té orígens africans. La forma musical més coneguda és la música adungu, tanmateix, és una música que utilitza l'escala diatònica de la música clàssica europea i té una gran influència per la presència britànica a Uganda.
Intèrprets moderns que toquen l'adungu són, entre d'altres,el músic ugandès James Makubuya i l'artista americà Crystal Bright.